# Сестри Богородиці Сіону
Сестри Богоматері Сіону (лат. Congregatio Nostrae Dominae de Sion; NDS)— римо-католицька релігійна громада, заснована у 1843 році Теодором і Альфонсом Ратісбонами. Історія Сестер Богоматері з Сіону походить від відносин між юдаїзмом і християнством — конгрегація створена для навернення євреїв до християнства, і згладження радикального підходу Другого Ватиканського собору. У католицькому світі вона є одним з головних учасників діалогу з юдаїзмом.

## Історія
Сестри Сіону є пов'язані з харизмою її засновників, Теодор Ратісбона і його брата Альфонс, які походять із єврейської сім'ї Страсбурга і перейшли в католицизм. Духовність організації характеризується усвідомленням коренів християнської віри у єврейському народі. За її уставом, «Конгрегація була заснована для надання свідчень у Церкві та світі Божої любові до єврейського народу та праці для виконання біблійної обіцянки, відкриття патріархів і пророків Ізраїлю для всього людства» (Const. 2).
Ця духовність і це покликання відповідають бажанню навернути євреїв у християнство, що і було основним полем діяльності організації з моменту заснування до 1960 року. 
Після Другого Ватиканського собору, покликання сестер стало зовсім іншим. Зараз завдання полягає в сприянні зближення двох релігій (не прозелітизму) — особливо при вивченні єврейського коріння Нового Завіту і біблійного івриту, єврейського і раввінського Талмуду.

## Провінції
У 1956 році громада була розділена на провінції: 
- «Європейська провінція» включає в себе громади в Німеччині, Австрії, Бельгії, Франції, Італії і з 2004 року в Польщі.
- «Провінція Сполучених Штатів і Канади»
- «Середземноморська провінція»: Іспанія, Туніс, Єгипет, Ізраїль, Туреччина, південь Франції (два осередки) і кілька сестер в Римі.
- «Провінція Центральної Америки»: Бразилія, Коста-Рика
- «Провінція Великої Британії»: Англія, Шотландія, Північна Ірландія, Ірландія.
- «Провінція Австралії і Філіппін».

Генералітет, яким здійснюється керівництво орденом, перебуває в Римі.

## Релігійні громади
Є три типи спільнот: 
- Апостольські громади сестер, засновані у 1842 році. Ці громади ґрунтуються на основі їх прихильності до громадських робіт (наприклад, отримання ремесла) і відкритості світові.
- Громади монахинь контемплятивні, засновані в 1926 році. Є в наш час[коли?] в кількості п'яти на трьох континентах, у Франції, Бразилії та Ізраїлі. Ці спільноти, засновані з наголосом на молитву і мають мало контактів із зовнішнім світом.
- Релігійні громади Сіону, засновані в 1855 році. Вони також мають кілька громад у Франції, Бразилії та Ізраїлі.

## Школи у Франції
У Франції є шість шкіл з найменуванням Сестер Богоматері Сіону, чотири з яких перебувають безпосередньо під наглядом ордену, в Еврі, Греноблі, Марселі і Страсбурзі. Дві інші школи, що є в Парижі і Сент-Омері, також носить ім'я Богоматері Сіону, і є єпархіальними. Всі ці установи, які охоплюють всі рівні освіти — від початкової до вищої освіти — підписали угоду про партнерство з державою. 
Паризька школа конгрегації Сестер Богоматері Сіону також має будинки для молодих студентів, в основному для тих, хто готується навчатися у підготовчих класах вищої школи (CPGE).